# Інтерферометр

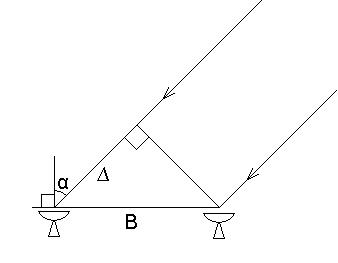
Різниця ходу променів двох антен інтерферометра.

Інтерферометр — прилад, в якому потік хвиль, наприклад промінь видимого світла, розділяється на два або більше когерентних пучків; ці пучки мають пройти різні оптичні шляхи, а потім знову зустрітися разом та проінтерферувати, тобто скластися з урахуванням різниці фаз хвиль, яка виникла через те, що вони пройшли різні оптичні шляхи. У багатьох конструкціях інтерферометрів розділені пучки світла зустрічаються на спеціальному екрані, на якому можна побачити темні та світлі інтерференційні смуги, кола або складніші фігури, в залежності від типу інтерферометра та його конкретної реалізації.
Зазвичай під інтерферометром йдеться про прилад, що працює з електромагнітними хвилями, проте концепція інтерферометра значно ширша. Існують інтерферометри для роботи з хвилями різної природи: акустичні, електронні інтерферометри тощо.

## Застосування
Інтерферометри використовуються в індустрії, на виробництві та у наукових дослідженнях. 
За допомогою інтерферометрів можна робити високоточні вимірювання довжини, контролювати якість поверхонь (зазвичай точність відповідає порядку довжини хвилі світла, що використовується в інтерферометрі), вимірювати показники заломлення прозорих середовищ.
Фур’є-спектрометри базуються на інтерферометрах та дозволяють вимірювати спектри електромагнітного випромінювання у широкому діапазоні: від дальнього інфрачервоного до ультрафіолету. Це своєю чергою дає можливість проводити хімічний аналіз речовин, вимірювати кількість домішок, визначати діелектричну проникність матеріалів.
Інтерферометри відіграють важливу роль у фундаментальних наукових дослідженнях. Експеримент Майкельсона — Морлі з використанням інтерферометра типу Майкельсона дозволив спростувати гіпотезу про існування ефіру та сприяв становленню спеціальної теорії відносності. Інтерферометрія зіграла важливу роль для експериментального підтвердження існування гравітаційних хвиль.

## Типи інтерферометрів
- Інтерферометр Фабрі-Перо
- Інтерферометр Майкельсона
- Інтерферометр Фізо (інші мови)
- Інтерферометр Сан’яка (інші мови)
- Інтерферометр Маха–Цендера
- Інтерферометр Релея (інші мови)

## Інші прилади та експерименти для спостереження інтерференції
- Дзеркало Ллойда (інші мови)
- Кільця Ньютона